# Українці в Європі (велопробіг)
Велопробіг «Українці в Європі» — благодійний веломарафон, що тривав з 15 травня по 24 серпня 2016 року, учасники якого за 102 дні проїхали на велосипедах 11 059 км через 16 країн Європи. До пробігу були залучені передусім учасники Війни на сході України та волонтери. Протягом маршруту учасники проводили зустрічі з представниками іноземних міст, муніципалітетів, громадських організацій, представниками української діаспори.
У ході велопробігу учасники долали в середньому 150 км щодоби на шосейних велосипедах із зупинками згідно маршруту. Окрім велосипедистів у складі групи рухався автомобіль супроводу із запасами провізії, запасним спорядженням та деталями до велосипедів.

## Мета
- залучення благодійних коштів для допомоги постраждалим у результаті війни на сході України.
- привернення уваги світової спільноти до проблем реабілітації українських військових.
- проведення просвітницької українознавчої роботи серед громадян іноземних держав.

Джерело:

## Маршрут
- Україна
  - Львів (14.05.2016)
- Польща
  - Замостя (15.05.2016) → Люблін (16.05.2016) → Гарволін (17.05.2016) → Варшава (18-19.05.2016) → Лодзь (20.05.2016) → Остшешув (21.05.2016) → Вроцлав (22.05.2016)
- Чехія
  - Трутнов (23.05.2016) → Прага (24-25.05.2016)
- Німеччина
  - Дрезден (26.05.2016) → Лукау (27.05.2016) → Берлін (28-29.05.2016) → Гарделеген (30.05.2016) → Ганновер (31.05.2016) → Дамме (01.06.2016)
- Нідерланди
  - Алмело (02.06.2016) → Амстердам / Гаага (03-04.06.2016) → Бреда (05.06.2016)
- Бельгія
  - Брюссель (06-07.06.2016) → Дінан (08.06.2016)
- Люксембург (09.06.2016)
- Франція
  - В'єнн-ле-Шато (10.06.2016) → Монмірай (11.06.2016) → Париж (12-13.06.2016) → Орлеан (14.06.2016) → Шатійон-сюр-Ендр (15.06.2016) → Ле Віжан (16.06.2016) → Ангулем (17.06.2016) → Бордо (18-19.06.2016) → Мімізан (20.06.2016) → Біарриц (21.06.2016)
- Іспанія
  - Памплона (22.06.2016) → Тудела (23.06.2016) → Альмасан (24.06.2016) → Гвадалахара (25.06.2016) → Мадрид (26-27.06.2016) → Талавера-де-ла-Рейна (28.06.2016) → Трухільйо (29.06.2016) → Бадахос (30.06.2016)
- Португалія
  - Монтемор-у-Нову (01.07.2016) → Лісабон (02-03.07.2016) → Евора (04.07.2016)
- Іспанія
  - Кортегана (05.07.2016) → Севілья (06.07.2016) → Херес (07.07.2016) → Сан-Роке (08-09.07.2016) → Малага (10.07.2016) → Адра (11.07.2016) → Вера (12.07.2016) → Мурсія (13.07.2016) → Бенідорм (14.07.2016) → Валенсія (15-16.07.2016) → Пеніскола (17.07.2016) → Таррагона (18.07.2016) → Барселона (19-20.07.2016) → Паламос (21.07.2016)
- Франція
  - Перпіньян (22.07.2016) → Безьє (23.07.2016) → Арль (24.07.2016) → Марсель (25-26.07.2016) → Сен-Тропе (27.07.2016) → Ніцца (28-29.07.2016)
- Італія
  - Альбенга (30.07.2016) → Тортона (31.07.2016) → Мілан (01-02.08.2016) → Верона (03.08.2016) → Венеція (04.08.2016) → Гориція (05.08.2016)
- Словенія
  - Любляна (06-07.08.2016)
- Хорватія
  - Загреб (08.08.2016)
- Угорщина
  - Надьканіжа (09.08.2016) → Шіофок (10.08.2016) → Будапешт (11-12.08.2016) → Сольнок (13.08.2016)
- Румунія
  - Орадя (14.08.2016) → Клуж-Напока (15.08.2016) → Регін (16-17.08.2016) → Георгень (18.08.2016) → Роман (19.08.2016) → Ясси (20.08.2016)
- Молдова
  - Кишинів (21-22.08.2016)
- Україна
  - Маяки (23.08.2016) → Одеса (24.08.2016)

Джерело:

## Учасники
- Самчук Костянтин (автор проєкту) — український мандрівник, спортсмен, учасник Війни на сході України.
- Скорик Максим — спеціаліст з IT, фрилансер. Кулеметник 12 ОМПБ.
- Чупринюк Олександр — економіст, громадський діяч, волонтер.
- Семак Максим (автор звіту) — веломандрівник, технічний спеціаліст.
- Виноградов Олександр — мандрівник, викладач, спеціаліст з IT.
- Підгірний Василь — лікар швидкої медичної допомоги, велоспортсмен.
- Підгурський Андрій — польсько-український діяч.
- Фузік Євген — десантник, КМС з велосипедного спорту.
- Хижняк Ігор — велоспортсмен, мандрівник, підприємець.
- Олександр Березанський, Михайло Ченбай (учасники Війни на сході України) та Олексій Смоланов (турист, підприємець) — водії автомобілю супроводу на різних етапах велопробігу.

Джерело: